# Masabane Cecilia Rangwanasha
Masabane Cecilia Rangwanasha, née le 4 novembre 1993, est une cantatrice soprano sud-africaine. En 2021, elle remporte la compétition BBC Cardiff Singer of the World competition.

## Biographie
Originaire de la province de Limpopo en Afrique du Sud, Masabane Cecilia Rangwanasha commence à chanter à l'école ainsi qu'à l'église, dès son enfance. Adulte, elle étudie à l'université du Cap sous la férule de Virginia Davids (af), puis de Kiewiet Pali,  sous la direction de laquelle elle obtient sa licence en art vocal.

## Critiques et récompenses
Lors de l'édition 2019 du Concours international de chant Hans-Gabor Belvedere (de), Masabane Cecilia Rangwanasha obtient le prix du public ainsi que deux prix spéciaux du jury. Elle est également premier prix lors de la compétition Philip H. Moore et lauréate du concours de chant ATKV 2017. Le 17 juin 2021, elle remporte la BBC Cardiff Singer of the World competition par des interprétations très remarquées de Marguerite au rouet de Schubert, d'Isithandwa Sam de Benjamin Tyamzashe (en), de La Lorelei de Liszt, enfin de Ride up in the chariot de Betty Jackson King (en). Le jury y déclare notamment que toutes les prestations ont été exceptionnelles, mais que la cantatrice sud-africaine s'est détachée par une « technique si assurée et une telle puissance émotionnelle que le jury l'a désignée gagnante à l'unanimité ».
En 2020, le chroniqueur du Guardian, commentant la première représentation de Susanna de Haendel à la Royal Opera House depuis sa création en 1749, estime que Masabane Cecilia Rangwanasha, qui tient le rôle de Suzanne, est « une Fiordiligi et une Donna Anna en devenir ». En 2022, le même Guardian, commentant l'interprétation du Requiem de Verdi durant les Proms, qualifie Masabane Cecilia Rangwanasha de « voix exceptionnelle, au timbre somptueux, merveilleusement contrôlée sur toute sa tessiture. Son chant, alliant beauté et profondeur des sentiments, alliant alliant beauté et profondeur des sentiments, a été remarquable tout au long de l'émission ; une grande artiste ». En 2023 encore, une autre chroniqueuse qualifie sa prestation dans Turandot de Puccini de « grâce irrésistible ».
En 2024, elle est lauréate du prix Herbert-von-Karajan.